# Rufino Luis García
Rufino Luis García Valdajo (Tordesillas, Valladolid, 4 de mayo de 1918 – Madrid, 27 de octubre de 1988) fue un militar español que combatió en la Guerra Civil Española por el bando sublevado y en la Segunda Guerra Mundial, como parte de la División Azul en apoyo de la Alemania nazi, primero, después en la Legión Azul, y finalmente como voluntario de las Waffen-SS, donde sirvió en la unidad de Miguel Ezquerra luchando en la batalla de Berlín.

## Biografía
A los cinco años se trasladó a vivir a Madrid. Se afilió a falange, convirtiéndose  en un "camisa vieja" (es decir, afiliado a FE de las JONS antes de que estallara la guerra civil española).

### Participación en la Guerra Civil
El Golpe de Estado en España de julio de 1936 le sorprende en Valladolid. Se alista primero en una unidad de la guardia civil y después en una bandera de Falange (Bandera de Castilla) que combatió en el frente de Madrid. En 1937 se traslada a Granada para formarse como "Alférez Provisional" y combatirá en los frentes de Extremadura y Madrid hasta el final de la guerra.

### Posguerra en España
Tras el fin de la guerra civil, continua con su carrera en el ejército, ascendiendo a teniente.

### Segunda Guerra Mundial
El 12 de septiembre de 1942 se alista como soldado voluntario en la División Azul. Asciende a cabo y en noviembre atraviesa la frontera con Francia rumbo a la Unión Soviética. Al llegar a frente es asignado en el Regimiento 269 en el sitio de Leningrado (ciudad rusa que estaba siendo sometida a un durísimo asedio alemán). Sin embargo menos de un año después, en octubre de 1943, la división es disuelta y Rufino acaba presentándose voluntario a la Legión Azul donde serviría como suboficial en la Legión hasta su disolución en marzo de 1944.
Valdajo, junto con otros 52 legionarios deserta de un tren que le traía de vuelta a España e ingresa en una unidad SS-SD en la Francia ocupada que lucha contra la resistencia francesa (muchos de sus miembros eran españoles republicanos exiliados). En octubre de 1944 es incorporado a la División Valona, que se desplegó en Bélgica durante la Batalla de las Ardenas.
Tras la rendición alemana se esconde y acaba siendo trasladado en distintos campos de refugiados en Alemania, Holanda, Francia, hasta que el 14 de diciembre vuelve a atravesar la frontera española.

### Matrimonio
En febrero de 1945, García-Valdajos, con rango de teniente primero de las SS, solicitó a la SS-Rasse- und Siedlungshauptamt (RuSHA , “Oficina Central para la Raza y la Repoblación de las SS”) el permiso para contraer matrimonio con una alemana residente de Berlín, Ursula Jutta-Maria Turcke.
Tras determinar que ni García-Valdajos ni su novia tenían antepasados judíos, se les concedió el permiso para casarse.

### Vida posterior
El día 19 se presenta en su cuartel y acabará siendo juzgado por deserción. Sin embargo, dos años después, el 1 de marzo de 1947 es declarado inocente.
Se reincorporó a la vida civil. En 1950 era delegado de la falange en Sabadell (Cataluña). Se dedicó a los negocios en la industria vinícola. Entre julio de 1975 a diciembre de 1978 trabajó para el Ministerio de Hacienda y desde abril de 1979 a octubre de 1988 en la Mutualidad Laboral de Instituciones Financieras y Seguros.
Falleció en Madrid el 27 de octubre de 1988 debido a una cirrosis hepática, siendo enterrado al día siguiente.